# Силазани

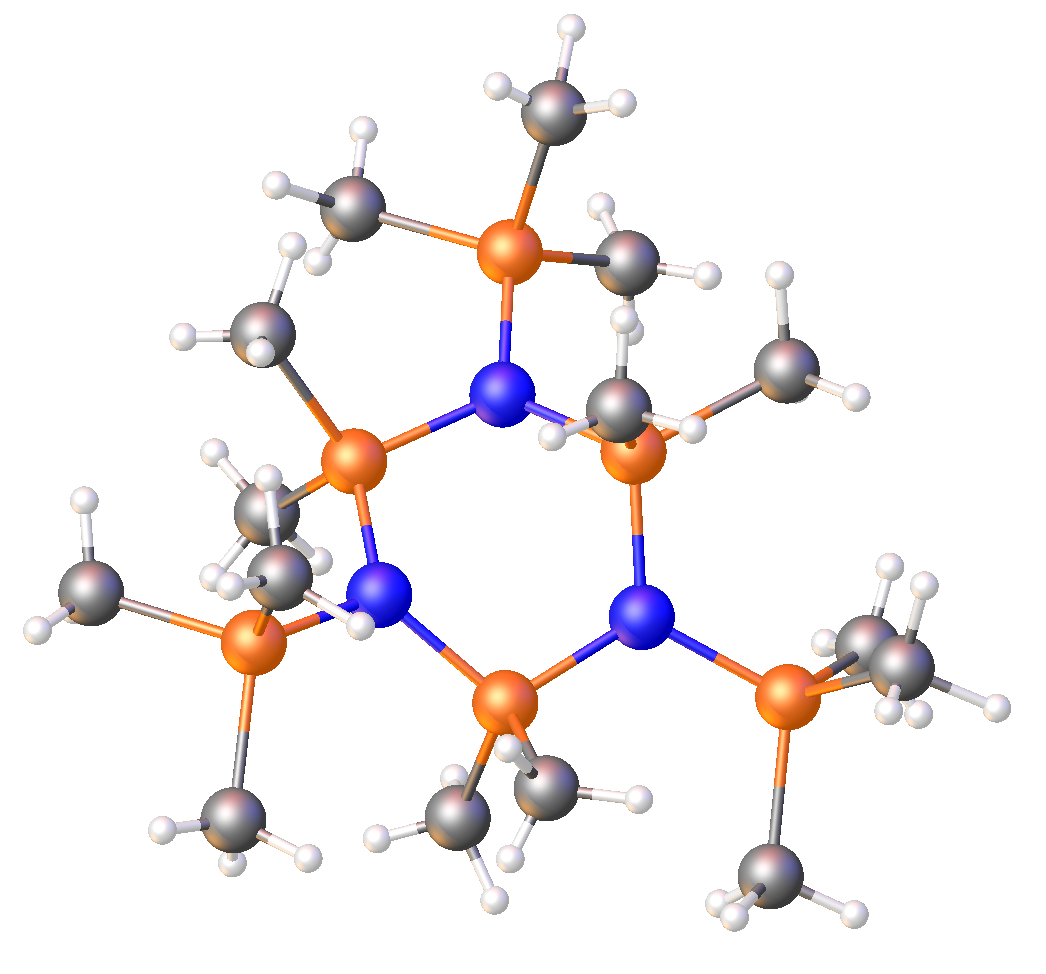
Структура силазанів (Me_{3}SiN)_{3}(SiMe_{2})_{3}.

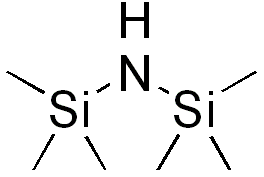
Hexamethyldisilazane

Силаза́ни (англ. silazanes) — хімічні сполуки, насичені силіцій-азотні гідриди з прямими або розгалуженими ланцюгами. За структурою аналогічні до силоксанів, де –O– замінене на –NH–. Пр., трисилазан H3SiNHSiH2NHSiH3. У розширеному розумінні звичайно включають гідрокарбільні похідні.